# Articoli nei quali si passano in rassegna gli abusi che sono stati corretti
La Confessione augustana è la prima esposizione ufficiale dei princìpi del Luteranesimo, redatta nel 1530 da Filippo Melantone per essere presentata alla Dieta di Augusta. A tutt'oggi è considerata uno dei testi base delle Chiese protestanti di tutto il mondo.
La Confessione augustana è formata da una prefazione, 28 articoli e una conclusione. In proposito venne composta da diversi teologi cattolici, su incarico di Carlo V, la Confutatio Pontificia, cioè un testo con osservazioni e critiche su ciascun punto della confessione di cui si riporta una sintesi. La Confessione è inoltre divisa in due parti concettuali: la prima parte, intitolata «I principali articoli della fede» contiene i primi ventuno articoli, che enumerano e spiegano i capisaldi della fede che sarà poi detta "protestante"; la seconda parte del documento (artt. 22-28), intitolata Articoli nei quali si passano in rassegna gli abusi che sono stati corretti, espone una serie di abusi diffusi nella vita spirituale del tempo e spiega le soluzioni proposte dalla nascente dottrina luterana. In tutta la seconda parte del documento trapelano sentimenti di sdegno e di esasperazione per il danno che le coscienze subivano da tali abusi. La Chiesa cattolica non negò che tali abusi esistessero o che andassero corretti, ma non ritenne che le cause o i modi di correggerli potessero essere quelli proposti.

## Articolo 22: Delle due specie nel Sacramento
Ai laici viene offerto tanto il vino quanto il pane nella mensa del Signore, perché questa usanza ha comandamento da parte del Signore in Mt 26, 27: «Bevetene tutti», dove Cristo ha chiaramente dato comando sulla coppa da cui tutti dobbiamo bere.
E per evitare che qualcuno sostenga artificiosamente che ciò ci riferisce ai soli sacerdoti, san Paolo in 1Cor 11,27 porta un esempio in cui appare che la congregazione tutta usasse di entrambe le specie. E questa usanza rimase a lungo nella Chiesa né si sa quando o per quale autorità sia stata cambiata. (…)
Anche in questo caso la Chiesa cattolica chiamò a sostenere la tesi opposta la sua stessa tradizione, i Padri della Chiesa stessa e il Vangelo nel solo episodio di Emmaus in cui Gesù, mostrandosi ai discepoli, officiò la comunione con solo il pane e non anche il vino. La Chiesa spiegò, inoltre, che il problema che si era posto, nei tempi antichi, e che aveva condotto al cambiamento era la difficoltà di amministrare un liquido a folle di persone tra cui vi erano sempre numerosi vecchi, malati e handicappati. Il prezioso sangue di Cristo non poteva correre il rischio di finire per terra a causa di una mano malferma e questo tendeva a succedere con una certa frequenza. Dunque si era ritenuto che 'Bevetene tutti' andesse inteso come rivolto solo ai sacerdoti e non a tutte le persone indiscriminatamente. Ai laici si sarebbe offerto il solo pane e una opinione contraria sarebbe equivalsa ad uno scisma.

## Articolo 23: Del matrimonio dei preti
Vi sono state frequenti lamentele per l'esempio di preti che non erano casti. Per questa ragione anche papa Pio si riporta che abbia detto che vi erano motivi per i quali il matrimonio doveva venire tolto ai preti, ma ben più gravi erano quelli per cui avrebbe dovuto venirgli reso. (…) Per questo i nostri sacerdoti erano desiderosi di evitare scandali evidenti e pertanto presero moglie e gli venne insegnato che era legittimo per loro contrarre matrimonio. Primo, perché san Paolo dice (1Cor 7,2-9): «Per non fornicare lasciate che ogni uomo abbia la sua propria moglie» ed anche «È meglio sposarsi che ardere». Secondo, Cristo dice (Mt 19,11): «Non tutti gli uomini possono ricevere queste parole», là dove egli insegna che non tutti gli uomini sono fatti per condurre una vita da soli; perché Dio creò l'uomo per la procreazione (Gen 1,28). Né è nel potere dell'uomo senza un dono particolare e per opera di Dio di alterare questa (volontà espressa nella sua) creazione.
Perché è evidente e molti hanno ammesso che da questo tentativo non è risultato alcun bene, alcuna vita onesta e casta, nessuna condotta Cristiana, sincera e retta, piuttosto un terribile e orrendo tormento di coscienze senza pace è stato provato da molti sino alla fine dei loro giorni.
E perciò coloro che non sono adatti a condurre una vita da soli debbono contrarre matrimonio. Perché nessuna legge umana, nessun voto possono annullare il comandamento e l'ordine posto da Dio. Per queste ragioni i preti insegnano che è legittimo per loro prendere moglie.
È inoltre evidente che nella Chiesa antica i preti fossero uomini sposati. Perché san Paolo dice (Tim 3,2), che va scelto come vescovo chi sia maritato. E in Germania, quattrocento anni fa per la prima volta, i preti furono violentemente obbligati a condurre una vita solitaria, il che incontrò una tale resistenza che l'arcivescovo di Magonza, quando fu per pubblicare il decreto pontificio su questa faccenda venne quasi ucciso nel tumulto che i preti inferociti scatenarono. E la gestione della cosa fu tanto crudele che non soltanto vennero proibiti matrimoni nel futuro, ma persino i matrimoni esistenti vennero stracciati, contrariamente ad ogni legge divina e umana, contrariamente persino ai Canoni stessi, posti non solo dai Papi, ma dai maggiori sinodi. Inoltre, molte persone di alta carica, intelligenti e timorate di Dio sono note avere spesso espresso timore che questo celibato forzato e il privare gli uomini del matrimonio (che Dio stesso ha istituito come libera scelta per l'uomo) avesse mai prodotto alcun risultato apprezzabile, ma avesse introdotto mali grandissimi e vizi perversi e molte inquità.
Vedendo inoltre che, all'invecchiare del mondo, la natura dell'uomo diviene più debole, è bene vigilare perché nessun altro vizio faccia danno in Germania.
Inoltre Dio ordinò il matrimonio come aiuto alla inferimità umana. I Canoni stessi dicono che il vecchio rigore deve, ora e da qui in poi, negli ultimi tempi venire allentato a causa della debolezza dell'uomo, il che è auspicabile venga applicato anche in questa faccenda. E ci si può aspettare che le chiese manchino di pastori una volta o l'altra se il matrimonio sarà ancora a lungo proibito.
Ma mentre la legge di Dio è in pieno vigore, mentre i costumi della Chiesa sono ben noti, mentre celibati impuri causano tanti scandali, adulteri ed altri crimini che meritano la punizione di un giusto magistrato, da tuttavia meraviglia che in nulla ci si applichi tanto crudelmente quanto nel matrimonio dei preti. Dio ha dato disposizione di onorare il matrimonio. In tutte le leggi delle società civili, persino tra i pagani, il matrimonio è tenuto in grande onore. ma ora uomini, e quindi, preti vengono crudelmente condannati a morte contrariamente agli intenti delle leggi Canoniche per nessun'altra causa che il matrimonio. San Paolo in Tim 4,3, riporta una dottrina malvagia che proibisce il matrimonio. Questo può venire prontamente compreso quando la legge contro le unioni venga mantenuta con tali punizioni.
Ma se alcuna legge dell'uomo può annullare le disposizioni di Dio, nemmeno può farlo un voto. In tal senso san Cipriano consiglia che le donne che non abbiano mantenuto la castità che avevano promesso debbano sposarsi. Queste sono le sue parole, libro I, epistola XI: ma se esse non vogliono o non sono in grado di perseverare, è meglio per loro sposarsi che cadere nelle fiamme della loro lussuria, non daranno certo offeso ai loro fratelli e sorelle.
E persino le leggi canoniche mostrano una certa indulgenza verso coloro che abbiano preso i voti prima di una età appropriata, come è stato sin qui generalmente facile (che si verificasse)."
La Chiesa cattolica manifestò su questo punto non solo un totale dissenso, ma anche un vero sbigottimento. Questo traspare dal tono della risposta e dal lungo elenco di esempi storici che portò a sostenere la tesi che i sacerdoti fossero i guardiani della Castità, della purezza, una virtù suprema senza la quale la santificazione del genere umano (e dunque la sua salvezza) non sarebbe stata possibile.
La questione era, infatti, destinata a restare altamente controversa poiché entrambe le tradizioni si ritrovano nel corso della storia della Cristianità sin dai suoi primi inizi. Lo testimoniano le stesse parole dell'Apostolo Paolo sulla Castità che non è la chiamata di tutti e sul "meglio sposarsi che ardere" che entrambe le parti chiamarono a sostegno di tesi diametralmente opposte.
La Chiesa Romana fondamentalmente sostenne che la Castità fosse sempre stata richiesta per l'avvicinarsi a Dio e che fosse stato così anche ai tempi dei patriarchi soggetti alla "vecchia legge": quando officiavano si astenevano dalla moglie. Poiché la nuova legge, quella del Vangelo, chiama a un officio perenne, un sacerdozio ininterrotto, ne consegue che il sacerdote debba astenersi sempre e vivere in Castità perpetua. Come avrebbero potuto, infatti, due coniugi dedicarsi solo al Signore senza mancare verso l'uno verso l'altra?
Per la Chiesa di Roma la dedizione a Dio completa e profonda era basata su una preghiera ininterrotta che escludeva a priori la possibilità dell'amore terreno. In tal senso i matrimoni che erano stati sciolti, cui alludeva la Confessione, non lo erano stati davvero poiché, in quanto illegittimi e contrari alla Legge Canonica, non erano mai esistiti come legame reale, ma solo come reale malcostume.
La via della Castità restava incrollabilmente valida e resa possibile dall'esclusione dalle donne, dalla penitenza fisica e spirituale, dal lavoro, dal castigare i sensi dell'udito (e non prestare ascolto a sciocchezze, pettegolezzi, vanità) e della vista."Ma la Chiesa - termina la confutatio pontificia - non proibisce, perciò il matrimonio, tanto che lo enumera tra i sette sacramenti; Con ciò, comunque, è chiaro che sulla base del loro ministero superiore essa debba contare sulla superiore purezza degli ecclesiastici".

## Articolo 24: Della messa
"Le nostre chiese vengono falsamente accusate di abolire la messa; perché la messa è mantenuta presso di noi e celebrata con la massima reverenza. Circa tutte le cerimonie solite sono anch'esse mantenute, salvo che le parti cantate in latino vengono qua e là inframmezzate da inni in Tedesco, che sono stati aggiunti per insegnare alla gente. Perché le celebrazioni sono necessarie a questo solo fine, che gli ignoranti vengano istruiti su ciò che hanno bisogno di sapere di Cristo.
E non solo san Paolo ha comandato di usare nelle chiese un linguaggio compreso dalla gente, 1 Cor 14, 2-9, ma è anche stato ordinato dalla legge Civile. La gente viene abituata a partecipare insieme al Sacramento, se qualcuno ne ha le caratteristiche necessarie, ed anche questo aumenta la reverenza e la devozione del culto pubblico. Perché nessuno viene ammesso prima che sia stato esaminato. La gente viene anche ammaestrata sulla dignità e l'uso del sacramento, quanta gran consolazione porti ad una coscienza inquieta, che possono imparare a credere in Dio, ed attendersi da Lui ed a Lui chiedere tutto ciò che vi è di buono. (…) Questo culto è caro a Dio; questo uso del Sacramento nutre la vera devozione verso Dio. Non sembra, inoltre, che la messa venga celebrata con maggior devozione tra i nostri avversatori che tra di noi.
Ma è evidente che, per un lungo periodo, questo è anche stato la lamentela pubblica e più doloroso di tutte le brave persone che le messe siano state biecamente profanate e usate a scopo di lucro. Perché è cosa nota quanto questo abuso sia considerato normale in tutte le chiese e come molti celebrino contrariamente alla Legge Canonica. Ma san Paolo minaccia con rigore quelli che hanno a che fare indegnamente con l'eucaristia quando dice (1Cor 11,27) «Chiunque mangerà di questo pane e berrà di questa coppa del Signore senza essere degno, sarà colpevole del corpo e del sangue del Signore». Quando, dunque, i nostri ministri sono stati ammoniti contro questo peccato, le messe private sono state tra noi discontinue, perché quasi nessuna messa privata veniva celebrata se non per amor di guadagno.
Né i vescovi erano all'oscuro di questi abusi, e se li avessero corretti per tempo, ci sarebbe ora meno dissenso. Sino ad oggi, per la loro connivenza hanno sofferto che molte corruzioni strisciassero nella Chiesa. Ora, che è troppo tardi, cominciano a lamentarsi dei problemi della chiesa, quando questi fattori di disturbo si sono generati semplicemente da questi abusi che erano tanto evidenti da non potersi sopportare oltre. Ci sono stati gravi dissensi sulla messa, sul Sacramento. Forse il mondo sta venendo punito per profanazioni, tanto durature, della messa così come sono state tollerate nelle chiese per tanti secoli da quegli stessi uomini che erano sia nella possibilità sia nell'assoluto dovere di correggerli. Perché nei dieci comandamenti sta scritto (Es 20,7): «Il Signore non considererà innocente chi profana il suo nome». Ma da che il mondo ebbe inizio, nulla di quanto Dio mai ordinò sembra essere stato tanto oggetto d'abuso per sudicio guadagno quanto la messa.
Si aggiunse anche l'opinione, che infinitamente aumentò le messe private, e cioè che Cristo, per la sua passione ha portato soddisfazione per il peccato originale e istituì la messa nel senso per cui fosse un'offerta fatta per i peccati quotidiani, sia veniali che mortali. Da ciò è sorta l'idea comune che la messa porti via i peccati dei vivi e dei morti per il solo atto esteriore. Allora si iniziò a disputare se una messa detta per molti valesse tanto quanto messe speciali per singoli e questo ha portato a questa infinita moltitudine di messe. [Con questo lavoro gli uomini vollero ottenere da Dio tutto quanto di cui avessero necessità e allo stesso tempo la fede in Cristo e la vera devozione furono dimenticate.]
Su queste opinioni i nostri insegnanti hanno ammonito che allontanano dalle Sante Scritture e sminuiscono la gloria della Passione di Cristo. Perché la passione di Cristo è stato un sacrificio offerto a Dio e un atto di soddisfazione, non solo per il peccato originale, ma anche per tutti gli altri come è scritto nella Lettera agli Ebrei, 10,10: «Siamo santificati per tramite dell'offerta di Cristo una volta per tutte».
Le Scritture ci insegnano, inoltre, che siamo giustificati dinanzi a Dio attraverso la fede in Cristo quando crediamo che i nostri peccati vengono perdonati per amore di Cristo. Ora se la messa porta via i peccati dei vivi e dei morti per il solo atto esteriore, la giustificazione viene dall'opera delle messe e non dalla fede, e questo lo vietano le Scritture.
Ma Cristo ci comanda (Lc 22,19): «Fate questo in memoria di me». Dunque la messa fu istituita a che la fede di coloro che usano del Sacramento potessero ricordare quali benefici ricevesse attraverso Cristo e (potessero) consolare e confortare la coscienza ansiosa. Perché ricordare Cristo è ricordare i suoi benefici e far proprio che ci sono realmente offerti. E non è abbastanza ricordare la sola Storia perché questa la possono ricordare anche gli Ebrei e gli infedeli. Pertanto la messa va usata in questo senso: che il Sacramento sia amministrato per coloro che hanno bisogno di consolazione; (…)
Ora, poiché la messa è un offrire il Sacramento, officiamo la Comunione ogni giorno santo, e, se qualcuno La desidera anche negli altri giorni quando è data a chi la chiede. E questa usanza non è una novità nella Chiesa, perché i Padri prima di Gregorio non facevano menzione di alcuna messa privata, ma di quella pubblica [la Comunione] parlavano molto. San Giovanni Crisostomo dice che i preti stavano ogni giorno in piedi all'altare chiamando alcuni alla comunione e tenendo indietro altri. (…) E san Paolo (1Cor 11,33) ordina a proposito della comunione: «Attendete l'uno gli altri, così che vi sia una partecipazione comune».
Poiché dunque la messa (così come in uso) da noi ha l'esempio della Chiesa, preso dalle Scritture e dai Padri, abbiamo fiducia che non possa venire disapprovata, specialmente dato che le cerimonie pubbliche, per la maggior parte come quelle sin qui in uso, sono mantenute; solo il numero delle messe differisce e ciò perché abusi tanto grandi e manifesti possano venire profittevolmente ridotti. Perché nei tempi antichi, persino nelle Chiese più frequentate la messa non era celebrata ogni giorno (…)."
La Confutatio obiettò che "qualsiasi cosa sia aggiunta (all'articolo) che sia contrario all'osservanza generale della Chiesa Ortodossa e Universale viene rifiutato perché offende gravemente Dio, ferisce l'unità cristiana e genera dissensi, tumulti e rivolte nel Sacro Romano Impero". Nello specificò criticò la decisione di officiare parti della messa in tedesco, poiché il latino are la lingua universale di una Chiesa Universale cui i preti appartenevano prima di appartenere alle terre dove officiavano i riti. Ai fedeli era sufficiente dire 'Amen' con fede quando richiesto: comprendere con intelligenza non era necessario. Né era necessario, sebbene fosse l'uso dei primi cristiani, officiare in una lingua comprensibile alla popolazione dei fedeli: quelli non conoscevano la Chiesa e i suoi usi e dovevano venire istruiti di tutti, mentre ora conoscono la Chiesa e cosa vada o non vada fatto sin dalla culla.
Sulla presenza degli abusi riconobbe la necessità di porvi rimedio, ma ribadì con forza la necessità delle messe di suffragio dei defunti e delle messe quotidiane che ritenne assolutamente necessaria alla vitalità della fede e del culto di Cristo, dei santi e della Chiesa stessa. Quanto al rifiuto che le messe fossero un sacrificio a favore tanto dei vivi quanto dei morti tacciò il concetto di eresia filo-Catara e ribadì che la messa lavasse via, previo pentimento sincero e profondo, le conseguenze dei peccati dei vivi rendendoli più forti nella fede e alleviasse le pene delle anime del purgatorio. "È stato sufficientemente reso noto che non veniamo giustificati per fede, ma per carità. (…) perché la giustificazione (operata grazie alla Carità) comincia per fede poiché essa è la sostanza delle cose sperate" In questo modo la Chiesa di Roma ribadì la pariteticità delle tre virtù teologali: fede, speranza e carità. Inoltre "Se essi ritengono che una messa porti vantaggio, quanto maggior vantaggio si avrà da un gran numero di messe". Ridurle o limitarle era un atto grave e ingiustificato da ripudiarsi immediatamente.

## Articolo 25: Della confessione
"La confessione nelle chiese non è abolita tra noi; perché non è infrequente dare il corpo del Signore soltanto a quelli che siano stati prima esaminati ed assolti. E la gente viene istruita con grande attenzione sulla fede nella assoluzione sulla quale vi era prima il più profondo silenzio. Alla nostra gente viene detto che debbono tenere in alta considerazione l'assoluzione, come se fosse la voce di Dio e pronunciata per comando di Dio. (…)
Ma della confessione [i nostri insegnanti] insegnano che non è necessario enumerare tutti i peccati, e che la coscienza non va affaticata con l'ansia di enumerarli tutti, perché è impossibile contarli tutti (…). Ma se non vengono perdonati i peccati se non quelli enumerati, le coscienze non troveranno mai pace; perché molti peccati non sanno vederli o non li ricordano. (…)"
La Confutatio obiettò che "Una piena confessione non è solo, come non sarebbe necessario dire, necessaria per la salvezza, ma diviene il nerbo della disciplina Cristiana e della intera obbedienza". Le obiezioni e le proposte della Confessio Augustana erano su questo pari all'eresia dei Montanisti, di ben dodici secoli prima. Anche questo articolo si chiuse con una chiamata ad inchinarsi alle superiori necessità dell'unità della Chiesa e al superiore giudizio del papato.

## Articolo 26: Della distinzione tra i cibi
"Vi è stata generale opinione, non solo tra la gente, ma anche tra coloro che insegnavano nelle chiese, che il fare distinzione tra le carni, ed altre usanze simili, siano opere meritorie di grazia e che possano portare soddisfazione dei peccati. E che il mondo lo pensasse appare evidente da questo, che nuove cerimonie, nuovi ordinamenti, nuovi giorni da santificare e nuove feste vennero giornalmente istituiti e gli insegnanti nelle chiese imposero questi servizi come necessari per meritare grazia e terrorizzarono le coscienze degli uomini ogni volta che questi le avessero omesse. Dalla convinzione di queste tradizioni ne è risultato un gran detrimento alla Chiesa.
Primo, è stata oscurata da questo la dottrina della Grazia e della giustizia della fede, che è la parte fondamentale del Vangelo, e dovrebbe emergere come la più importante nella Chiesa perché i meriti di Cristo siano ben riconosciuti e perché la fede, che crede che i peccati vengono perdonati per amore di Cristo, sia esaltata ben oltre le opere. (…)
Secondo, queste tradizioni hanno oscurato i comandamenti di Dio, perché le tradizioni vennero poste ben sopra di essi. Si insegnò alla Cristianità che consisteva totalmente nella osservanza di certi giorni da santificare, riti, digiuni e paramenti. L'osservanza di queste cose si è guadagnata l'esaltato titolo di essere la vita spirituale e la vita perfetta. Nel mentre i comandamenti di Dio, secondo la vocazione di ciascuno, come avere una discendenza per un padre, avere bambini per una madre, governare lo stato per un principe, per fare un esempio, erano privi di onore, mondani ed imperfetti e ben sotto queste osservanze luccicanti. E questo errore tormentò gravemente le coscienze che si dolsero di essere tenute in uno stato di vita imperfetto come nel matrimonio, nell'officio di un magistrato, o in altre amministrazioni civili; d'altro canto ammiravano i monaci e simili e immaginavano falsamente che le osservanze di questa gente fossero più grate a Dio.
Terzo, le tradizioni portarono gran danno alle coscienze perché era impossibile il mantenerle tutte e pure gli uomini le giudicavano atti necessari di fede. (…) E nel raccogliere tutte queste tradizioni le scuole e i sermoni sono state tanto prese che non ebbero il piacere di approfondire le Scritture e di cercare la ben più utile dottrina della fede, della Croce, della speranza, della dignità degli affari civili, della consolazione delle coscienze oppresse.(…)
I nostri avversari obiettano che i nostri insegnanti si oppongano alla disciplina ed alla mortificazione della carne, come i Gioviniani. Ma si può desumere il contrario dai loro scritti. Perché hanno sempre insegnato sulla (dottrina della) Croce che rende necessario per i Cristiani sopportare le afflizioni. Questa è la vera, onesta, sincera da testimoniare, da esercitare con diversi dispiaceri e che condivide la crocifissione con Cristo.
Inoltre insegnano che ogni Cristiano debba allenarsi e sottoporsi a costrizioni del corpo o a esercizi fisici e travagli sì che né la sazietà né la pigrizia o possano indurre a peccare, ma non che si possa meritare grazia o dare soddisfazione per i peccati tramite questi esercizi. E questa disciplina esteriore deve venire proposta con forza sempre, non solo in alcuni giorni programmati. (…) Pertanto non condanniamo il digiuno in sé, ma le tradizioni che prescrivono certi giorni e certe carni, con pericolo per la coscienza, come se queste faccende fossero un servizio necessario.
Nonostante questo molte tradizioni sono mantenute presso di noi, che conducono a un buon ordine nella Chiesa (…). Ma allo stesso tempo le persone vengono ammonite che queste osservanze non giustificano dinanzi a Dio, e che in queste cose non si commette peccato se si omettono involontariamente. Tale libertà nei riti umani non era sconosciuta ai Padri.
(…)"
Il papato rifiutò l'articolo in blocco, sulla base della sua autorità morale che gli era stata affidata da Cristo per tramite di Pietro e che rendeva l'obbedienza alle sue disposizioni vincolante. Questo vincolo comprendeva anche le tradizioni che il papato riteneva venire direttamente dagli apostoli. L'osservanza di queste pratiche non poteva venire fatta senza fede ed anzi caratterizzava la fede stessa dei cristiani rispetto ai Turchi o ad altri infedeli, che non avevano tali mezzi per santificarsi. Principi e comuni erano dunque ammoniti a seguire fedelmente il dettato di Roma.

## Articolo 27: Dei voti monastici
"Cosa sia insegnato dalla nostra parte rispetto ai voti monastici, sarà meglio compreso se verrà ricordato quale sia stata la condizione dei monasteri e quante cose venissero fatte, all'interno di quegli stessi monasteri, contrarie alle leggi canoniche. Ai tempi di sant'Agostino erano associazioni libere. Dopo, quando la disciplina si corruppe, vennero aggiunti voti ovunque allo scopo di restaurarla, come in una prigione ben pianificata.
Gradualmente numerose altre osservanze vennero aggiunte a fianco dei voti. E tutte queste costrizioni vennero addossate su molti prima che questi avessero raggiunto l'età legale, contro i Canoni.
Molti, poi, entrarono in questo tipo di vita con ignoranza, incapaci di giudicare la propria forza, anche se di età sufficiente.
In tal modo intrappolati furono costretti a rimanere anche se alcuni avrebbero potuto venire liberati per quanto gentilmente previsto dai Canoni.
E ciò fu più il caso di conventi di monache che di monaci, sebbene si sarebbe dovuta mostrare maggiore considerazione riguardo al sesso debole. Questo rigore dispiacque a molti uomini giusti prima di questo tempo che vedevano giovani e fanciulle scaraventati in convento per tutta una vita. Loro vedevano bene che sventurati risultati vennero da queste procedure, che scandali si crearono, che trappole vennero gettate sulle coscienze! (…) A questi mali s'aggiunse una convinzione che, come ben si sa, spiaceva un tempo persino ai monaci tenuti in maggior conto. Insegnarono che i voti fossero pari al Battesimo; insegnarono che per questo tipo di vita meritassero il perdono dei peccati e giustificazione davanti a Dio. (…)
Così hanno fatto credere alla gente che l'ordinazione fosse assai meglio del Battesimo e che la vita monastica fosse assai più meritoria di quella dei magistrati, di quella dei pastori e così via, che servono la loro vocazione secondo i comandi di Dio, senza alcun servizio posto dall'uomo. (…)
Una volta erano scuole di teologia o di altre scienze, utili alla Chiesa, e così ne venivano pastori e vescovi. Ora son tutt'altra cosa (…) si che la dottrina dei nostri insegnanti può venire, su questo, meglio compresa.
Primo insegnano, sul contrarre matrimonio, che sia legittimo per gli uomini che non son adatti per una vita solitaria perché i voti non possono annullare un comandamento e una disposizione divina. Ma il comandamento di Dio è (1Cor 7,2): «Per evitare la fornicazione, lasciate che ogni uomo abbia la sua donna». (…)
In secondo luogo perché i nostri avversari esagerano tanto gli obblighi o gli effetti di un voto quando, allo stesso tempo, non hanno una parola sulla natura del voto stesso, cioè che debba essere attuabile, che debba essere libero e scelto spontaneamente e deliberatamente? Ma si sa bene quanto sia nelle possibilità dell'uomo la Castità perpetua. E quanto pochi sono quelli che hanno preso i voti spontaneamente e deliberatamente! Fanciulle e giovani, prima che siano in grado di giudicare vengono persuasi e talvolta persino obbligati a prendere i voti. (…)
Molte leggi canoniche sciolgono i voti pronunciati prima dei quindici anni, perché prima di tale età non sembra che vi sia giudizio sufficiente in una persona per decidere riguardo ad una condizione perpetua di vita. Altri Canoni, assicurando di più alla debolezza umana, aggiungono qualche anno poiché proibiscono i voti fatti dei diciotto anni. Quali dei due dovremmo seguire? la maggior parte avrebbe motivo di lasciare i monasteri, perché molti di loro han preso i voti prima che avessero raggiunto quelle età.
(…) Inoltre i precetti di Dio e il vero servire Dio sono oscurati quando la gente sente che solo i monaci sono in uno stato di perfezione. Perché la perfezione cristiana consiste nel temere Dio di cuore e dunque formarci una fede grande e confidare che per l'amore di Cristo abbiamo un Dio con cui siamo riconciliati, nel chiedere a Dio (quanto ci è necessario) e nell'aspettarci senza alcun dubbio il suo aiuto in ogni cosa che, secondo la vocazione che viviamo, sia da farsi; e nel contempo essere diligenti nelle buone opere esteriori e servire bene la nostra vocazione. In queste cose consiste la vera perfezione e il vero servizio a Dio. non consiste nel celibato, nell'elemosinare o in un'apparenza da straccioni. (…)"
Come forse si può facilmente intuire la Chiesa di Roma rifiutò questo articolo in blocco e con grande forza, sulla base di diversi passi dei Vangeli, dell'Antico Testamento e delle Lettere, oltre che per i molti esempi di virtù e di civiltà che la vita monastica aveva prodotto.

## Articolo 28: Dei poteri ecclesiastici
Vi è stata gran controversia sul potere dei vescovi, in cui alcuni hanno goffamente confuso il potere della Chiesa e quello della spada. E da tale confusione sono risultate guerre terribili e tumulti, mentre il Pontefice, incoraggiato dal Potere delle Chiavi; non solo ha istituito nuovi servizi e affardellato le coscienze con … e scomuniche, ma ha anche iniziato a prendersi il potere temporale e a prendere l'Impero all'Imperatore.. Questi mali sono stati disapprovati con forza nella Chiesa da uomini saggi e devoti. Pertanto i nostri insegnanti, per il conforto delle coscienze degli uomini, sono stati costretti a mostrare le differenze tra il potere della Chiesa e quello della spada ed insegnano che di entrambi, per volere divino, si debba avere reverenza ed onorarli come la maggior benedizione di Dio sulla terra.
Ma questa è la loro opinione, che il Potere delle Chiavi o potere dei vescovi sia, in accordo con i vangeli un potere o comandamento di Dio di predicare il Vangelo, rimettere o mantenere i peccati e amministrare i sacramenti. Per questo comandamento Cristo mandò innanzi i suoi apostoli, Gv 20, 21: Come mio Padre ha mandato me, così io mando voi. Ricevete lo Spirito Santo. Qualunque peccato rimetterai sarà rimesso a loro e qualsiasi non rimetterai resterà loro non rimesso. Mc 16, 15: andate e predicate il Vangelo ad ogni creatura.
Questo potere è esercitato solo insegnando o pregando il Vangelo e amministrando i Sacramenti, secondo la vocazione a molti o a individui singoli. Per causa di ciò sono garantite non le cose fisiche, ma quelle eterne, come la giustizia eterna, lo Spirito Santo, la vita eterna. Queste cose non possono che venire dal ministero della Parola e dei Sacramenti (...). Dunque, poiché il potere della Chiesa garantisce le cose eterne ed è esercitato solo dai ministri della Parola, non interferisce con governo civile, non più di quanto lo faccia l'arte del canto. Perché il governo civile ha a che fare con cose diverse rispetto al Vangelo. I legislatori civili non difendono le menti ma i corpi e le cose che appartengono contro le aggressioni manifeste e trattengono gli uomini con la spada e le punizioni corporali per preservare la giustizia civile e la pace.
Pertanto il potere della Chiesa e quello civile non vanno confusi. (...) Non lasciamo che l'una irrompa nell'amministrazione del dovere dell'altro. (...)
Se i Vescovi hanno un qualche Potere della Spada, quel potere che hanno non è perché sono vescovi e per incarico dai Vangeli, per le leggi umane ed avendolo ricevuto dai re e dall'Imperatore., cui appartiene. (...)
Si discute inoltre se Vescovi e pastori abbiano il diritto di introdurre cerimonie nella Chiesa e fare leggi riguardanti le carni, i giorni da santificarsi e i gradi, cioè l'ordine dei ministri, e così via. (...)
(...) i Vescovi non hanno potere di decretare nulla contro il Vangelo. Il diritto canonico dice lo stesso (...). Ora, è contro la scrittura stabilire o richiedere l'osservanza di qualsiasi tradizione, perché per questa osservanza noi si faccia soddisfazione dei peccati o si meriti grazia e giustificazione. (...). Gradualmente furono decretate nuove festività, prescritti digiuni, istituite nuove cerimonie e servizi in onore dei santi, perché gli autori di queste faccende credettero che stessero, tramite queste, meritando grazia. (...)
Se i vescovi hanno diritti di affardellare le chiese con un'infinità di tradizioni e di intrappolare le coscienze, perché le Scritture proibiscono così spesso di fondare tradizioni e di dar loro ascolto? (...) noi rispondiamo che sia legittimo per vescovi e pastori dare ordine su cose che si debbano fare ordinariamente nelle chiese, non per questo meriteremmo grazia o compiremmo soddisfazione per i peccati o che le coscienze debbano venire oppresse a giudicarli servizi necessari e a pensare che sia un peccato non adempirvi se non si reca offesa al prossimo (se non si reca danno tanto materiale quanto morale al prossimo. L'offesa include anche lo scandalo che si può dare alla società- n.d.t.). (...)
È giusto che le chiese debbano mantenere la norma, per amore di concordia e di tranquillità, cosicché nessuno offenda l'altro, che tutte le cose nelle chiese debbano venire fatte con ordine e senza confusione (...) ma in modo che le coscienze non siano oppresse a pensare che queste cose siano necessarie alla salvezza o a giudicare che pecchino quando non vi adempiono senza che ciò rechi offesa ad altri. Così come nessuno dirà che una donna pecca se gira in pubblico ad Articolo scoperto purché non rechi offesa.(...)
Gli apostoli comandarono, At 15, 20, di astenersi dal sangue. Chi fa osservanza di questo ora? E non pecca chi non l'osserva perché nemmeno gli stessi apostoli vollero caricare le coscienze di un tale peso, ma lo proibirono per un po', per evitare le offese (al prossimo). In questo decreto dobbiamo considerare sempre quale sia lo scopo del Vangelo. (...)
Non è il nostro scopo di strappare con la forza il governo dai vescovi, ma almeno questa singola cosa chiediamo, e cioè che permettano che il Vangelo sia insegnato correttamente e con purezza e che allentino alcune osservanze che non possono venire rispettate senza incorrere in peccato. Ma se non faranno alcuna concessione, dovranno vedere come stiano dando motivo a Dio di approntare, per colpa della loro ostinazione, la causa di uno scisma."
La Chiesa di Roma rispose che: "Anche se nell'articolo sul Potere Ecclesiastico sono state aggiunte un sacco di cose, con più asprezza di quanto necessario, va comunque dichiarato che ai molto reverendi vescovi e preti ed all'intero clero, tutto il potere ecclesiastico è liberamente concesso che a loro appartenga per legge o usanza
Inoltre è giusto mantenere per loro tutte le immunità, i privilegi, i ranghi e le prerogative a loro garantite dagli imperatori romani e dai re. E che queste cose che sono state garantite agli ecclesiastici dalla munificenza o come dono possano venire rotte da qualsiasi principe o da ogni altro suddito dell'Impero Romano. (...)"
Il potere vescovile, dunque, doveva essere esercitato a buon diritto per salvaguardare la salvezza delle coscienze e in tal senso poteva interferire o sovrapporsi con quello civile.